# 1925년 전조선축구대회 (평양기독교청년회)
1925년 전조선축구대회는 평양기독교청년회 전조선축구대회의 1925년 시즌 축구 대회이다. 1925년 11월 12일부터 11월 14일까지 숭실학교 운동장에서 개최되었다.

## 참고 문헌
- 대한체육회 100주년 기념사업부 (2020). 《대한민국 체육 100년》. 대한체육회.
- 《대한민국 체육 100년 Ⅰ 통사 (민족과 함께 한 대한민국 체육 100년)》. 대한체육회. 2020.
- 《대한민국 체육 100년 Ⅱ 민족의 구심체, 조선체육회 (1920~1945)》. 대한체육회. 2020.
- 《대한민국 체육 100년 Ⅲ 세계를 향한 도전 (1945~1980)》. 대한체육회. 2020.
- 《대한민국 체육 100년 Ⅳ 스포츠로 꽃피운 대한민국 (1981~2000)》. 대한체육회. 2020.
- 《대한민국 체육 100년 Ⅴ 스포츠강국을 넘어 선진국으로(2001~2020)》. 대한체육회. 2020.
- 《韓國蹴球百年史(한국축구백년사)》. 대한축구협회. 1986.
- “全鮮蹴球延期(전선축구연기)”. 동아일보. 1925년 4월 3일.